# Rivière Elbow
La rivière Elbow prend sa source dans le lac du même nom dans les montagnes Rocheuses et se joint à la rivière Bow dans la ville canadienne de Calgary, dans le sud de la province de l'Alberta.

## Présentation
Cours d'eau depuis longtemps utilisé par les amérindiens puis les pionniers européens, elle est toujours très populaire pour les amateurs de plein air et de pêche, surtout dans la région de Kananaskis où se trouvent les chutes Elbow. C'est à sa confluence avec la Bow que Fort Calgary a été établi par la Police montée du Nord-Ouest (ancêtre de la Gendarmerie royale du Canada) en 1873 et que la ville de Calgary s'est développée. Elle passe en bordure des terrains où se tient le fameux Stampede de Calgary.

## Hydrologie

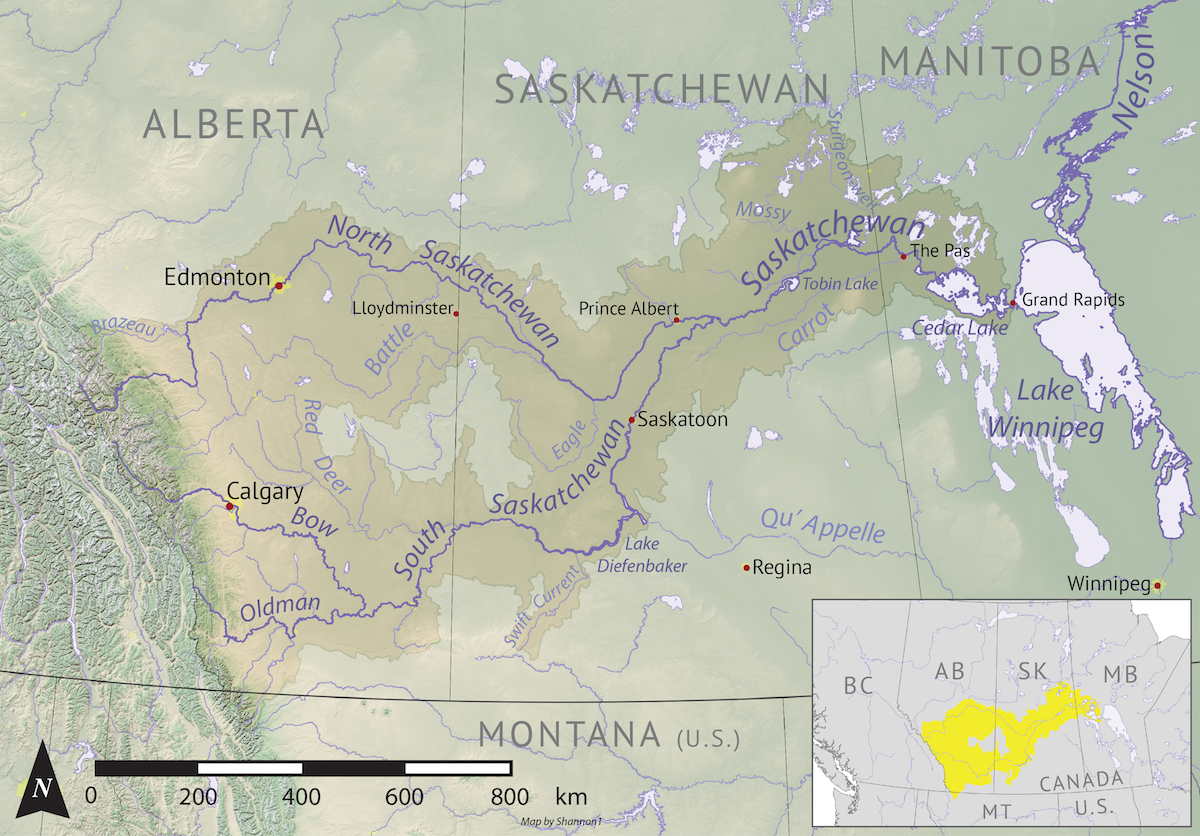
Bassin des deux Saskatchewan avec la Bow et l'Elbow.

Le débit de la rivière varie fortement selon la saison, alimentée par la fonte des neiges et les pluies au printemps elle a souvent débordé. L'inondation de 2005 a causé l'évacuation de plus de 2 000 personnes à Calgary. Les inondations de l'Alberta en 2013, où l'Elbow et d'autres cours d'eau du sud de l'Alberta ont débordé sous l'effet de pluies torrentielles, ont forcé plus de 70 000 Calgariens à faire de même.